# Ernst Weiss
Ernst Weiss (Ernst Weiß), född 28 augusti 1882 i Brünn i Österrike-Ungern (nu Brno i Tjeckien), död 15 juni 1940 i Paris genom självmord, var en österrikisk författare och läkare av judisk börd. Hans mest kända bok är Der Augenzeuge (Ögonvittnet) som handlar om den läkare som behandlar Hitlers ögonskada vid slutet av första världskriget. Boken publicerades postumt 1963. Ernst Weiss var själv anti-nazist och flydde efter Hitlers maktövertagande till Paris, där han begick självmord dagen efter att tyska trupper intagit staden.

## Verk i urval
- Die Galeere (1913)
- Tanja (pjäs, uppförd i Prag 1919)
- Hodin (roman, 1923)
- Die Feuerprobe (roman, 1923)
- Der Fall Elisabeth Vukobrankovics (kriminalreportage) (1924)
- Das Unverlierbare (essäer, 1928). Nyutgåva: Lexikus, 2011
- Georg Letham: Arzt und Mörder (roman, 1931)
- Ich, der Augenzeuge (roman, 1963). Från 2000 utgiven under författarens tänkta titel, Der Augenzeuge (Ögonvittnet, översättning: Hans Blomqvist och Erik Ågren, Bakhåll, 2013)
- Der zweite Augenzeuge und andere ausgewählte Werke (1978)
- Die Kunst des Erzählens: Essays, Aufsätze, Schriften zur Literatur (1982)
- Gesammelte Werke (i 16 band, 1982)